# Minardi M02
A Minardi M02 egy Formula–1-es versenyautó, amelyet a Minardi csapat tervezett és versenyeztetett a 2000-es Formula–1 világbajnokságban. Az autót Marc Gené és Gastón Mazzacane vezethették.

## Áttekintés
A Gustav Brunner által tervezett versenyautó az előző évi modell átdolgozott változata. Hegyes orrot, kompakt oldaldobozokat és magasan fekvő kipufogókat kapott. Az előző évben kifejlesztett titániumházas váltót továbbfejlesztették és csökkentették a tömegét. Motorikus téren nem történt változás, az 1998-as, tehát addigra már erősen elavult Ford motorokat használták, Fondmetal névre átcímkézve.
Gené maradt az egyik pilótájuk, a másik pedig eredetileg Max Wilson lett volna. Az utolsó pillanatban megérkezett azonban Mazzacane, és egy nagyobb szponzorpénz letétele miatt ő kapta meg az ülést. A tesztpilóta Fernando Alonso lett, később kiegészülve Giorgio Vinellával.
Mivel a csapat főszponzorává lépett elő a Telefónica, ezért a Minardik az ő jellegzetes, fluoreszkáló zöldessárga színeiket öltötték magukra.

## Az idény
Az autót 2000 februárjában mutatták be Bilbaóban, a Guggenheim Múzeumban, de már januártól teszteltek vele Fioranóban. A barcelonai közös tesztek során is viszonylag jól mentek, Gené egy leggyorsabb kört is futott, és ezzel az összesítésben a kilencedik helyen végzett. Mazzacane bő egy másodperccel volt lassabb nála.
Az idényt szintén Gené kezdte jobban, Ausztráliában nyolcadikként zárt, míg Mazzacane az utolsó helyről indult és ki is esett. Utóbbi a nyolcadik helyen végzett az európai nagydíjon, ekkor sikerült utoljára ilyen előkelő helyen végezniük. Az idényt jobbára a mezőny hátsó traktusaiban zárták, Belgiumban futotta a csapat a 250. versenyét. A szezon fénypontja az amerikai nagydíj volt, ahol Mazzacane még a harmadik helyen is állt, amíg ki nem esett motorhiba miatt.
Ugyan egyetlen pontot sem szereztek az idény során, mégis a Prost istálló előtt végeztek, jobb eredményeik miatt. A konstruktőri tizedik helyezés azt is jelentette, hogy részesülhettek a televíziós közvetítésekből befolyó pénzekből is.
A szezon végével a halálos beteg Gabriele Rumi eladta a csapatban meglévő részesedését Paul Stoddartnak. Az ő érkezésével távozott Gené és Mazzacane, valamint a Telefónica is.

## Eredmények
| Év   | Csapat                       | Motor          | Gumik | Pilóták          | 1   | 2   | 3   | 4   | 5   | 6   | 7   | 8   | 9   | 10  | 11  | 12  | 13  | 14  | 15  | 16  | 17  | Pontok | Helyezés |
| ---- | ---------------------------- | -------------- | ----- | ---------------- | --- | --- | --- | --- | --- | --- | --- | --- | --- | --- | --- | --- | --- | --- | --- | --- | --- | ------ | -------- |
| 2000 | Telefónica Minardi Fondmetal | Fondmetal RV10 | B     |                  | AUS | BRA | SMR | GBR | ESP | EUR | MON | CAN | FRA | AUT | GER | HUN | BEL | ITA | USA | JPN | MAL | 0      | 10.      |
| 2000 | Telefónica Minardi Fondmetal | Fondmetal RV10 | B     | Marc Gené        | 8   | KI  | KI  | 14  | 14  | KI  | KI  | 16† | 15  | 8   | KI  | 15  | 14  | 9   | 12  | KI  | KI  | 0      | 10.      |
| 2000 | Telefónica Minardi Fondmetal | Fondmetal RV10 | B     | Gastón Mazzacane | KI  | 10  | 13  | 15  | 15  | 8   | KI  | 12  | KI  | 12  | 11  | KI  | 17  | 10  | KI  | 15  | 13† | 0      | 10.      |

† - nem fejezte be a futamot, de rangsorolták, mert teljesítette a versenytáv 90 százalékát